# 賢者の石を探す錬金術師
『賢者の石を探す錬金術師』（けんじゃのいしをさがすれんきんじゅつし、英: The Alchemist Discovering Phosphorus）は、ジョセフ・ライトが描いた絵画。この絵は1771年にいったん完成し、1795年に再度手が加えられた。この絵は、ハンブルクの錬金術師ヘニッヒ・ブラントによる1669年の燐の発見を描いたと考えられてきた。そのエピソードは、ライトが生きた時代において一般的な化学書でよく取り上げられ、広く知られたものだった。

## 描写
この絵は、得がたい賢者の石を何とか作り出そうと試みる錬金術師を描いている。それはただの金属を黄金に変えるはずだったが、その代わり彼にとって驚くべきことに、燐を発見したのだった。しかしライトは、錬金術師を17世紀の背景の中には描かず、あたかも教会の中であるかのように、中世ゴシック様式のアーチと、高く上端の尖った窓を配した空想上の部屋を描いた。また、ライトは尿の煮沸による濃縮を含む実際の手順を、非常に心地良げな雰囲気に描いている。しかし、ある燐製造業者の1730年の記述によると、腐敗して虫のついた尿がバケツ50-60杯は必要だった。

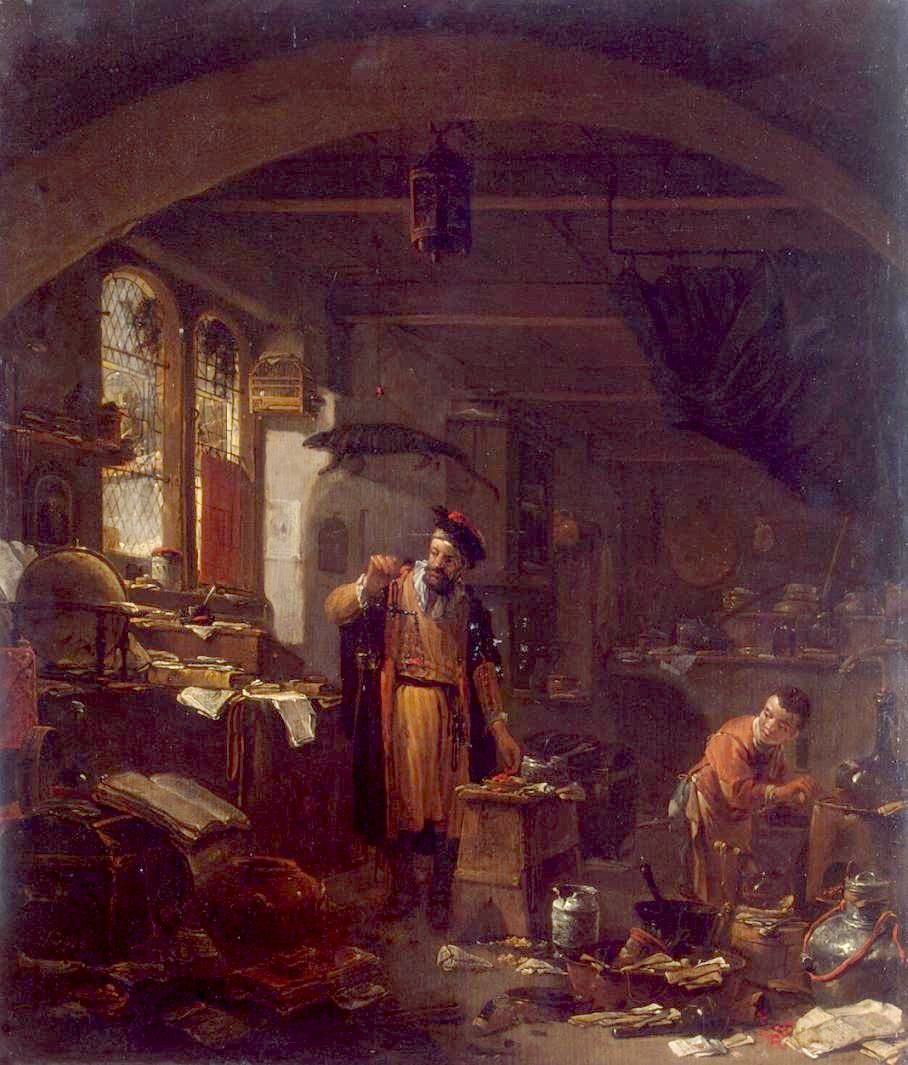
『錬金術師』（トーマス・ヴァイク画）

ライトは、この絵に宗教的な暗示も込めている。輝く容器の前に跪き腕を伸ばした錬金術師の身振りは、エル・グレコが『聖痕を受ける聖フランチェスコ』 (St Francis receiving the Stigmata) や『祈る聖ヒエロニムス』 (St Jerome in Prayer) で描いたものに似ている。ベネディクト・ニコルソンは、錬金術師のポーズと、霊的交感を受けるキリストの使徒の一人とを比較している。この絵のレイアウトは、トーマス・ヴァイクの作品『錬金術師』から採られたものかもしれないとニコルソンは考えている。その絵には同様のアーチ型天井、取り散らかした品々、光の傍に一人離れた助手が描かれている。前世紀の出来事を描いたこの絵は、ライトの存命中にロンドンで展示されていた。なお、ライトの友人だったピーター・ペレス・バーデットのスケッチから、バーデットがこの絵のデザインに強い影響を与えたことは明らかである。1771年2月4日のスケッチには、アーチ型天井と、ガラス容器を中心に据えた絵のレイアウトが描かれている。絵の構図を助言したのはバーデットであるうえ、彼はすでにライトをマシュー・ターナーの元へ向かわせたことがあったため、ライトは絵の科学的背景を完全に理解していたと思われる。

## 歴史
1771年に発表されてから、この絵は多くの相矛盾する解釈を引き出してきた。この絵の不可解さは18世紀の鑑賞者たちを明らかに混乱させた。また、ライトは国際的に名の知られた画家であったが、この絵は最初に展示された時には売却されなかった。ライトは1773年-1775年のイタリア旅行中もこの絵を手元に置き、イングランドに戻った後、1795年に再び手を加えた。この絵がようやく売られたのはライトの死から4年後、彼の財産がクリスティーズで競売にかけられた時だった 。